# Futebol Clube Famalicão
Il Futebol Clube de Famalicão, comunemente noto come Famalicão, è una società calcistica portoghese con sede a Vila Nova de Famalicão, nel distretto di Braga. Milita attualmente nella Primeira Liga, il primo livello del campionato portoghese di calcio.
Fondato il 21 agosto 1931, dal 1952 il Famalicão gioca le proprie partite casalinghe allo stadio municipale 22 giugno, che ha una capienza di 5 307 posti. Il periodo di maggior successo nella storia dei Famalicenses coincide con i primi anni 1990, in cui il club ha giocato per quattro stagioni in Primeira Liga, dal 1990-1991 al 1993-1994.

## Storia
Il Futebol Clube de Famalicão fu fondato il 21 agosto 1931 da sei amici. La prima partita della squadra coincise con il primo match disputato, nel 1932, al Campo da Berberia, con avversario il Porto. La prima divisa era bianco-verde, ma fu modificata in bianco-blu per ottenere l'affiliazione con il Porto. Il Famalicão iniziò a competere nel 1932-1933 nel campionato di Promozione regionale, che vinse nella stagione d'esordio.
Nel 1946 la squadra si trasferì al Campo do Freião. Nel 1946-1947 debuttò in Primeira Liga, la massima serie del campionato portoghese di calcio. Nel 1952 fu la volta del trasferimento allo stadio municipale 22 giugno.
Il Famalicão tornò in massima serie solo nel 1978-1979 e di nuovo nel 1990-1991, annata a partire dalla quale giocò in prima serie per altri tre anni, fino al termine della stagione 1993-1994.
Con l'inizio del nuovo millennio, la squadra entrò in un periodo di crisi e retrocessioni, precipitando nel volgere di qualche anno nelle divisioni regionali. Il club, ritrovatosi nel girone regionale di Braga della quinta divisione nel 2008-2009, riuscì a tornare in Segunda Liga dopo 19 anni nel maggio 2015, vincendo il girone del Campeonato Nacional de Seniores e ottenendo così la promozione, anche se poi perse ai tiri di rigore la finale del 10 giugno contro il Mafra (dopo l'1-1 dei tempi regolamentari) allo stadio municipale da Marinha Grande.
All'inizio della stagione 2018-2019 il 51% delle quote societarie fu rilevato da Quantum Pacific Group, guidato dall'uomo d'affari israeliano Idan Ofer, possessore anche del 33% delle quote dell'Atlético de Madrid. Il 28 aprile 2019 la squadra ha ottenuto, per la prima volta dopo 25 anni, la promozione in Primeira Liga assicurandosi il secondo posto in seconda divisione
L'11 settembre 2019 Quantum Pacific Group ha acquisito l'85% delle quote societarie
Nel 2019-2020 la squadra inizia il campionato con 6 vittorie e un pareggio nelle prime 7 giornate, issandosi in testa alla classifica con 19 punti; al termine della stagione si è piazzata al 6º posto.

## Organico

### Rosa 2025-2026
| N. |                        | Ruolo | Calciatore         |
| -- | ---------------------- | ----- | ------------------ |
| 1  | Russia (bandiera)      | P     | Ivan Zlobin        |
| 2  | Brasile (bandiera)     | D     | Calegari           |
| 3  | Ecuador (bandiera)     | D     | Leo Realpe         |
| 5  | Portogallo (bandiera)  | D     | Rafa Soares        |
| 6  | Paesi Bassi (bandiera) | C     | Tom van de Looi    |
| 7  | Brasile (bandiera)     | C     | Sorriso            |
| 10 | Portogallo (bandiera)  | C     | Rochinha           |
| 11 | Spagna (bandiera)      | C     | Óscar Aranda       |
| 12 | Francia (bandiera)     | A     | Simon Elisor       |
| 13 | Angola (bandiera)      | D     | Pedro Bondo        |
| 14 | Portogallo (bandiera)  | C     | Mathias De Amorim  |
| 15 | Georgia (bandiera)     | C     | Otar Mamageishvili |

| N. |                        | Ruolo | Calciatore        |
| -- | ---------------------- | ----- | ----------------- |
| 16 | Paesi Bassi (bandiera) | D     | Justin de Haas    |
| 17 | Portogallo (bandiera)  | D     | Rodrigo Pinheiro  |
| 18 | Finlandia (bandiera)   | C     | Otso Liimatta     |
| 20 | Portogallo (bandiera)  | C     | Gustavo Sá        |
| 21 | Marocco (bandiera)     | A     | Yassir Zabiri     |
| 22 | Portogallo (bandiera)  | P     | Gabriel Cabral    |
| 23 | Portogallo (bandiera)  | C     | Gil Dias          |
| 25 | Montenegro (bandiera)  | P     | Lazar Carević     |
| 29 | Rep. Ceca (bandiera)   | A     | Václav Sejk       |
| 85 | Svezia (bandiera)      | A     | Leonardo Oliveira |
| 88 | Portogallo (bandiera)  | C     | Samuel Lobato     |
| 90 | Portogallo (bandiera)  | P     | Hugo Cunha        |

### Rosa 2024-2025
| N. |                        | Ruolo | Calciatore        |
| -- | ---------------------- | ----- | ----------------- |
| 1  | Russia (bandiera)      | P     | Ivan Zlobin       |
| 2  | Brasile (bandiera)     | D     | Calegari          |
| 3  | Ecuador (bandiera)     | D     | Leo Realpe        |
| 4  | Albania (bandiera)     | D     | Enea Mihaj        |
| 5  | Portogallo (bandiera)  | D     | Rafa Soares       |
| 6  | Paesi Bassi (bandiera) | C     | Tom van de Looi   |
| 7  | Brasile (bandiera)     | C     | Sorriso           |
| 8  | Serbia (bandiera)      | C     | Mirko Topić       |
| 10 | Portogallo (bandiera)  | C     | Rochinha          |
| 11 | Spagna (bandiera)      | C     | Óscar Aranda      |
| 12 | Francia (bandiera)     | A     | Simon Elisor      |
| 13 | Angola (bandiera)      | D     | Pedro Bondo       |
| 14 | Portogallo (bandiera)  | C     | Mathias De Amorim |

| N. |                        | Ruolo | Calciatore         |
| -- | ---------------------- | ----- | ------------------ |
| 15 | Georgia (bandiera)     | C     | Otar Mamageishvili |
| 16 | Paesi Bassi (bandiera) | D     | Justin de Haas     |
| 17 | Portogallo (bandiera)  | D     | Rodrigo Pinheiro   |
| 18 | Finlandia (bandiera)   | C     | Otso Liimatta      |
| 20 | Portogallo (bandiera)  | C     | Gustavo Sá         |
| 21 | Marocco (bandiera)     | A     | Yassir Zabiri      |
| 22 | Portogallo (bandiera)  | P     | Gabriel Cabral     |
| 23 | Portogallo (bandiera)  | C     | Gil Dias           |
| 25 | Montenegro (bandiera)  | P     | Lazar Carević      |
| 29 | Rep. Ceca (bandiera)   | A     | Václav Sejk        |
| 85 | Svezia (bandiera)      | A     | Leonardo Oliveira  |
| 88 | Portogallo (bandiera)  | C     | Samuel Lobato      |
| 90 | Portogallo (bandiera)  | P     | Hugo Cunha         |

### Rosa 2023-2024
| N. |                        | Ruolo | Calciatore          |
| -- | ---------------------- | ----- | ------------------- |
| 1  | Russia (bandiera)      | P     | Ivan Zlobin         |
| 4  | Albania (bandiera)     | D     | Enea Mihaj          |
| 6  | Francia (bandiera)     | C     | Tom Lacoux          |
| 7  | Panama (bandiera)      | A     | José Luis Rodríguez |
| 8  | Serbia (bandiera)      | C     | Mirko Topić         |
| 9  | Portogallo (bandiera)  | A     | Henrique Araújo     |
| 10 | Portogallo (bandiera)  | A     | Chiquinho           |
| 11 | Spagna (bandiera)      | C     | Óscar Aranda        |
| 12 | Brasile (bandiera)     | C     | Gustavo Assunção    |
| 15 | Brasile (bandiera)     | D     | Riccieli            |
| 16 | Paesi Bassi (bandiera) | D     | Justin de Haas      |
| 17 | Portogallo (bandiera)  | C     | Gil Dias            |
| 18 | Finlandia (bandiera)   | C     | Otso Liimatta       |
| 19 | Portogallo (bandiera)  | D     | Filipe Soares       |
| 20 | Portogallo (bandiera)  | C     | Gustavo Sá          |

| N. |                       | Ruolo | Calciatore            |
| -- | --------------------- | ----- | --------------------- |
| 21 | Francia (bandiera)    | A     | Florian Danho         |
| 22 | Brasile (bandiera)    | D     | Nathan                |
| 23 | Romania (bandiera)    | C     | Alex Dobre            |
| 28 | Francia (bandiera)    | C     | Zaydou Youssouf       |
| 29 | Venezuela (bandiera)  | A     | Jhonder Cádiz         |
| 31 | Brasile (bandiera)    | P     | Luiz Júnior           |
| 32 | Spagna (bandiera)     | D     | Martín Aguirregabiria |
| 36 | Brasile (bandiera)    | D     | Ian Custódio          |
| 51 | Brasile (bandiera)    | P     | Zé Henrique           |
| 65 | Spagna (bandiera)     | D     | Dani Morer            |
| 74 | Portogallo (bandiera) | D     | Francisco Moura       |
| 77 | Brasile (bandiera)    | C     | Sorriso               |
| 90 | Portogallo (bandiera) | P     | Hugo Cunha            |
| 95 | Portogallo (bandiera) | A     | Théo Fonseca          |

### Rosa 2022-2023
| N. |                       | Ruolo | Calciatore        |
| -- | --------------------- | ----- | ----------------- |
| 1  | Russia (bandiera)     | P     | Ivan Zlobin       |
| 2  | Portogallo (bandiera) | D     | Diogo Queirós     |
| 4  | Albania (bandiera)    | D     | Enea Mihaj        |
| 5  | Portogallo (bandiera) | D     | Rúben Lima        |
| 6  | Portogallo (bandiera) | D     | Alexandre Penetra |
| 7  | Portogallo (bandiera) | A     | Ivo Rodrigues     |
| 8  | Portogallo (bandiera) | C     | André Simões      |
| 9  | Spagna (bandiera)     | A     | Álex Millán       |
| 10 | Spagna (bandiera)     | A     | Iván Jaime        |
| 11 | Portogallo (bandiera) | C     | Pedro Brazão      |
| 12 | Brasile (bandiera)    | C     | Gustavo Assunção  |
| 13 | Brasile (bandiera)    | D     | Dalberson         |
| 14 | Francia (bandiera)    | A     | Junior Kadile     |

| N. |                          | Ruolo | Calciatore            |
| -- | ------------------------ | ----- | --------------------- |
| 15 | Brasile (bandiera)       | D     | Riccieli              |
| 17 | Portogallo (bandiera)    | A     | Rui Fonte             |
| 19 | Panama (bandiera)        | A     | José Luis Rodríguez   |
| 20 | Portogallo (bandiera)    | C     | Gustavo Sá            |
| 22 | Argentina (bandiera)     | D     | Hernán De La Fuente   |
| 25 | Guinea-Bissau (bandiera) | C     | Pelé                  |
| 28 | Francia (bandiera)       | C     | Zaydou Youssouf       |
| 29 | Venezuela (bandiera)     | A     | Jhonder Cádiz         |
| 31 | Brasile (bandiera)       | P     | Luiz Júnior           |
| 32 | Spagna (bandiera)        | D     | Martín Aguirregabiria |
| 74 | Portogallo (bandiera)    | D     | Francisco Moura       |
| 95 | Portogallo (bandiera)    | A     | Théo Fonseca          |
| 97 | Argentina (bandiera)     | C     | Santiago Colombatto   |

### Rosa 2021-2022
Aggiornata al 25 dicembre 2021.
| N. |                       | Ruolo | Calciatore        |
| -- | --------------------- | ----- | ----------------- |
| 1  | Russia (bandiera)     | P     | Ivan Zlobin       |
| 3  | Portogallo (bandiera) | D     | Rúben Lima        |
| 4  | Brasile (bandiera)    | D     | Alex              |
| 5  | Spagna (bandiera)     | D     | Adrián Marín      |
| 7  | Portogallo (bandiera) | C     | Ivo               |
| 8  | Portogallo (bandiera) | C     | Pedro Brazão      |
| 9  | Portogallo (bandiera) | C     | Marcos Paulo      |
| 10 | Spagna (bandiera)     | C     | Iván Jaime        |
| 11 | Brasile (bandiera)    | C     | Bruno Rodrigues   |
| 13 | Brasile (bandiera)    | P     | Dalberson         |
| 15 | Brasile (bandiera)    | D     | Riccieli          |
| 16 | Australia (bandiera)  | C     | Ryan Teague       |
| 18 | Francia (bandiera)    | C     | Zaydou Youssouf   |
| 19 | Francia (bandiera)    | D     | Dylan Batubinsika |

| N. |                       | Ruolo | Calciatore          |
| -- | --------------------- | ----- | ------------------- |
| 20 | Portogallo (bandiera) | C     | David Tavares       |
| 22 | Argentina (bandiera)  | D     | Hernán De La Fuente |
| 25 | Portogallo (bandiera) | A     | Pedro Marques       |
| 29 | Panama (bandiera)     | C     | José Luis Rodríguez |
| 30 | Portogallo (bandiera) | C     | André Ricardo       |
| 31 | Brasile (bandiera)    | P     | Luiz Júnior         |
| 43 | Portogallo (bandiera) | D     | Alexandre Penetra   |
| 75 | Brasile (bandiera)    | C     | Geovani             |
| 77 | Brasile (bandiera)    | C     | Pablo               |
| 80 | Ghana (bandiera)      | C     | Lawrence Ofori      |
| 88 | Portogallo (bandiera) | C     | Pêpê                |
| 90 | Portogallo (bandiera) | D     | Diogo Figueiras     |
| 91 | Portogallo (bandiera) | C     | Heriberto Tavares   |
| 99 | Venezuela (bandiera)  | A     | Jhonder Cádiz       |

### Rosa 2020-2021
Aggiornata all'11 gennaio 2021.
| N. |                        | Ruolo | Calciatore       |
| -- | ---------------------- | ----- | ---------------- |
| 1  | Russia (bandiera)      | P     | Ivan Zlobin      |
| 2  | Spagna (bandiera)      | D     | Dani Morer       |
| 3  | Serbia (bandiera)      | D     | Srđan Babić      |
| 5  | Paesi Bassi (bandiera) | D     | Calvin Verdonk   |
| 7  | Portogallo (bandiera)  | A     | Alexandre Guedes |
| 8  | Uruguay (bandiera)     | C     | Manuel Ugarte    |
| 10 | Bulgaria (bandiera)    | C     | Božidar Kraev    |
| 11 | Brasile (bandiera)     | A     | Jhonata Robert   |
| 12 | Brasile (bandiera)     | C     | Gustavo          |
| 13 | Ecuador (bandiera)     | A     | Leonardo Campana |
| 15 | Brasile (bandiera)     | D     | Riccieli         |
| 17 | Spagna (bandiera)      | C     | Iván Jaime       |
| 18 | Argentina (bandiera)   | C     | Joaquín Pereyra  |
| 19 | Portogallo (bandiera)  | D     | Rúben Vinagre    |
| 20 | Serbia (bandiera)      | C     | Andrija Luković  |

| N. |                       | Ruolo | Calciatore        |
| -- | --------------------- | ----- | ----------------- |
| 21 | Brasile (bandiera)    | A     | João Neto         |
| 22 | Argentina (bandiera)  | C     | Carlos Valenzuela |
| 23 | Portogallo (bandiera) | D     | Diogo Queirós     |
| 24 | Colombia (bandiera)   | D     | Edwin Herrera     |
| 26 | Brasile (bandiera)    | P     | Vaná              |
| 27 | Portogallo (bandiera) | C     | Ivo Rodrigues     |
| 28 | Portogallo (bandiera) | C     | Gil Dias          |
| 31 | Brasile (bandiera)    | P     | Luiz Júnior       |
| 33 | Brasile (bandiera)    | A     | Anderson Silva    |
| 66 | Portogallo (bandiera) | C     | Bruno Jordão      |
| 88 | Portogallo (bandiera) | C     | Pêpê              |
| 90 | Portogallo (bandiera) | D     | Diogo Figueiras   |
| 91 | Portogallo (bandiera) | C     | Heriberto Tavares |
| 97 | Brasile (bandiera)    | D     | Patrick William   |

### Rosa 2018-2019
| N. |                           | Ruolo | Calciatore      |
| -- | ------------------------- | ----- | --------------- |
| 1  | Brasile (bandiera)        | P     | Rafael Defendi  |
| 2  | Costa d'Avorio (bandiera) | D     | Koffi Kouao     |
| 3  | Portogallo (bandiera)     | D     | Ângelo Meneses  |
| 4  | Senegal (bandiera)        | C     | Pathé Ciss      |
| 5  | Brasile (bandiera)        | C     | Chicão          |
| 7  | Brasile (bandiera)        | C     | Walterson Silva |
| 9  | Brasile (bandiera)        | A     | Fabrício Simões |
| 10 | Portogallo (bandiera)     | C     | Raphael Guzzo   |
| 13 | Portogallo (bandiera)     | C     | Capela          |
| 15 | Portogallo (bandiera)     | D     | Jorge Miguel    |
| 17 | Portogallo (bandiera)     | C     | João Mendes     |
| 19 | Capo Verde (bandiera)     | C     | Ricardo         |
| 21 | Portogallo (bandiera)     | C     | Fabinho         |

| N. |                       | Ruolo | Calciatore            |
| -- | --------------------- | ----- | --------------------- |
| 22 | Portogallo (bandiera) | P     | Ricardo Fernandes     |
| 23 | Portogallo (bandiera) | D     | Joel Monteiro         |
| 25 | Brasile (bandiera)    | D     | Hugo Gomes            |
| 27 | Portogallo (bandiera) | C     | Filipe Oliveira       |
| 28 | Brasile (bandiera)    | P     | Gabriel Souza         |
| 30 | Portogallo (bandiera) | A     | Feliz                 |
| 32 | Brasile (bandiera)    | D     | Eduardo Santos        |
| 33 | Brasile (bandiera)    | A     | Anderson Silva        |
| 40 | Senegal (bandiera)    | D     | Alhassane Sylla       |
| 44 | Montenegro (bandiera) | C     | Deni Hočko            |
| 95 | Portogallo (bandiera) | D     | David Luis            |
|    | Portogallo (bandiera) | P     | Nuno Castro           |
|    | Uruguay (bandiera)    | A     | Nicolás Schiappacasse |

### Rosa 2017-2018
| N. |                       | Ruolo | Calciatore      |
| -- | --------------------- | ----- | --------------- |
| 1  | Brasile (bandiera)    | P     | Gabriel Souza   |
| 3  | Portogallo (bandiera) | D     | Ângelo Meneses  |
| 4  | Portogallo (bandiera) | D     | Zé Pedro        |
| 5  | Brasile (bandiera)    | C     | Zé Lucas        |
| 6  | Brasile (bandiera)    | C     | Denner          |
| 7  | Portogallo (bandiera) | C     | Dinis Lopes     |
| 8  | Brasile (bandiera)    | C     | Willian Dias    |
| 9  | Brasile (bandiera)    | A     | Michael Thuíque |
| 10 | Portogallo (bandiera) | C     | Diogo Cunha     |
| 11 | Portogallo (bandiera) | C     | Fernandinho     |
| 12 | Portogallo (bandiera) | P     | Nuno Castro     |
| 13 | Brasile (bandiera)    | P     | Leo             |
| 14 | Portogallo (bandiera) | D     | Daniel Marques  |

| N. |                       | Ruolo | Calciatore     |
| -- | --------------------- | ----- | -------------- |
| 15 | Portogallo (bandiera) | D     | Jorge Miguel   |
| 16 | Capo Verde (bandiera) | C     | Fred Lopes     |
| 17 | Portogallo (bandiera) | C     | João Mendes    |
| 19 | Portogallo (bandiera) | C     | Vítor Lima     |
| 20 | Portogallo (bandiera) | C     | Jorge Pereira  |
| 23 | Portogallo (bandiera) | D     | Joel Monteiro  |
| 26 | Portogallo (bandiera) | D     | João Faria     |
| 28 | Portogallo (bandiera) | A     | Jaime Poulson  |
| 30 | Portogallo (bandiera) | C     | Feliz          |
| 33 | Brasile (bandiera)    | A     | Anderson Silva |
| 44 | Montenegro (bandiera) | C     | Deni Hočko     |
| 55 | Portogallo (bandiera) | D     | Nuno Diogo     |
| 77 | Portogallo (bandiera) | A     | Rui Costa      |

### Rosa 2016-2017
| N. |                               | Ruolo | Calciatore      |
| -- | ----------------------------- | ----- | --------------- |
| 1  | Brasile (bandiera)            | P     | Gabriel Souza   |
| 3  | Portogallo (bandiera)         | D     | Ângelo Meneses  |
| 4  | Portogallo (bandiera)         | D     | Nailson         |
| 6  | Portogallo (bandiera)         | D     | José Vilaça     |
| 7  | Brasile (bandiera)            | C     | Mércio          |
| 9  | Portogallo (bandiera)         | A     | Chico           |
| 10 | Portogallo (bandiera)         | C     | Diogo Cunha     |
| 11 | Brasile (bandiera)            | C     | Diego           |
| 13 | Macedonia del Nord (bandiera) | P     | Andreja Efremov |
| 14 | Portogallo (bandiera)         | D     | Daniel Marques  |
| 15 | Portogallo (bandiera)         | D     | Jorge Miguel    |
| 16 | Curaçao (bandiera)            | C     | Fred Lopes      |
| 17 | Portogallo (bandiera)         | C     | João Mendes     |

| N. |                       | Ruolo | Calciatore         |
| -- | --------------------- | ----- | ------------------ |
| 18 | Portogallo (bandiera) | A     | Pedro Correia      |
| 19 | Portogallo (bandiera) | C     | Vítor Lima         |
| 23 | Portogallo (bandiera) | D     | Joel Monteiro      |
| 26 | Portogallo (bandiera) | D     | Nera               |
| 27 | Curaçao (bandiera)    | C     | Patrick Andrade    |
| 30 | Portogallo (bandiera) | C     | Feliz              |
| 33 | Brasile (bandiera)    | D     | Guilherme Quichini |
| 45 | Portogallo (bandiera) | C     | André Perre        |
| 55 | Portogallo (bandiera) | D     | Nuno Diogo         |
| 83 | Brasile (bandiera)    | A     | Carlão             |
| 90 | Curaçao (bandiera)    | C     | Kisley             |
| 92 | Brasile (bandiera)    | P     | Victor Braga       |

### Rosa 2015-2016
| N. |                       | Ruolo | Calciatore        |
| -- | --------------------- | ----- | ----------------- |
| 1  | Portogallo (bandiera) | P     | Vítor Murta       |
| 2  | Portogallo (bandiera) | D     | João Pedro Campos |
| 4  | Portogallo (bandiera) | D     | Silvério          |
| 5  | Portogallo (bandiera) | C     | Diogo Santos      |
| 6  | Portogallo (bandiera) | D     | José Vilaça       |
| 7  | Brasile (bandiera)    | C     | Mércio            |
| 8  | Portogallo (bandiera) | D     | Palheiras         |
| 9  | Portogallo (bandiera) | A     | Chico             |
| 10 | Brasile (bandiera)    | C     | Éder Diego        |
| 11 | Brasile (bandiera)    | C     | Diego             |
| 12 | Portogallo (bandiera) | P     | Chastre           |
| 13 | Portogallo (bandiera) | D     | Vítor Vinha       |
| 14 | Portogallo (bandiera) | D     | Daniel Marques    |
| 15 | Portogallo (bandiera) | D     | Jorge Miguel      |

| N. |                           | Ruolo | Calciatore              |
| -- | ------------------------- | ----- | ----------------------- |
| 17 | Portogallo (bandiera)     | C     | João Mendes             |
| 18 | Portogallo (bandiera)     | A     | Pedro Correia           |
| 19 | Portogallo (bandiera)     | C     | Vítor Lima              |
| 20 | Brasile (bandiera)        | C     | Mauro Alonso            |
| 21 | Gabon (bandiera)          | A     | Johan Lengoualama       |
| 22 | Brasile (bandiera)        | D     | Luiz Alberto            |
| 23 | Portogallo (bandiera)     | D     | Joel Monteiro           |
| 24 | Portogallo (bandiera)     | P     | Emanuel Novo            |
| 26 | Guinea-Bissau (bandiera)  | C     | Ibraima So              |
| 27 | Costa d'Avorio (bandiera) | C     | Rodolph Niamien Amessan |
| 28 | Brasile (bandiera)        | A     | Leandro Souza           |
| 29 | Portogallo (bandiera)     | D     | João Pedro              |
| 30 | Portogallo (bandiera)     | C     | Feliz                   |

## Palmarès

### Competizioni nazionali
- Segunda Divisão: 2

1977-1978, 1987-1988

### Altri piazzamenti
- Coppa del Portogallo:

Semifinalista: 1945-1946, 2019-2020, 2022-2023
- Taça Ribeiro dos Reis:

Quarto posto: 1969-1970
- Segunda Liga:

Secondo posto: 2018-2019
- Campeonato de Portugal:

Secondo posto: 2014-2015